# Sanvignes-les-Mines
Sanvignes-les-Mines é uma comuna francesa na região administrativa de Borgonha-Franco-Condado, no departamento Saône-et-Loire. Estende-se por uma área de 35,38 km². Em 2010 a comuna tinha 4 392 habitantes (densidade: 124,1 hab./km²).